# Giải thưởng sách Quốc gia
Giải thưởng Sách quốc gia là giải thưởng do Bộ Thông tin và Truyền thông cùng với Hội Xuất bản Việt Nam tổ chức, trao giải cho những cuốn sách và bộ sách có giá trị nổi bật về nội dung tư tưởng, tri thức, thẩm mỹ, được tổ chức lần đầu vào năm 2018. Cơ cấu giải thưởng hiện tại bao gồm 3 giải A, B và C trao cho 5 đề tài: chính trị, kinh tế; khoa học tự nhiên và công nghệ; khoa học xã hội và nhân văn; văn hóa, văn học và nghệ thuật; thiếu nhi. Trước đó, giải mang tên Giải sách Việt Nam, diễn ra thường niên từ năm 2004.

## Năm tổ chức và Các cuốn sách đạt giải A
| Năm          | Tên sách | Tác giả                                                                            | Nhà xuất bản                                 |
| ------------ | --- | ---------------------------------------------------------------------------------- | -------------------------------------------- |
| 2018 (lần 1) | Vi tảo biển dị dưỡng Labyrinthula, Schizochytrium, Thraustochytrium mới ở Việt Nam: Tiềm năng và thách thức        | Đặng Hồng Diễm (chủ biên)                                                          | NXB Khoa học Tự nhiên và Công nghệ           |
| 2018 (lần 1) | Chế độ thực dân Pháp trên đất Nam Kỳ (1859-1954)                                                                   | Nguyễn Đình Tư                                                                     | NXB Tổng hợp TP Hồ Chí Minh                  |
| 2018 (lần 1) | Góp phần nghiên cứu lịch sử văn hóa Việt Nam                                                                       | Kiều Thu Hoạch                                                                     | NXB Thế giới                                 |
| 2018 (lần 1) | Những khám phá khảo cổ học dưới lòng đất Nhà Quốc hội                                                              |                                                                                    | NXB Khoa học Xã hội                          |
| 2018 (lần 1) | Di sản Sài Gòn – TP Hồ Chí Minh                                                                                    |                                                                                    | NXB Tổng hợp TP Hồ Chí Minh                  |
| 2018 (lần 1) | Atlas tổng hợp vùng Tây Nguyên                                                                                     |                                                                                    | NXB Tài Nguyên Môi trường và Bản đồ Việt Nam |
| 2019 (lần 2) | - Động vật chí (từ tập 26 đến tập 31) - Thực vật chí Việt Nam (từ tập 12 đến tập 21)                               | Viện hàn lâm Khoa học và Công nghệ Việt Nam                                        | NXB Khoa học tự nhiên và Công nghệ           |
| 2019 (lần 2) | Vùng đất Nam Bộ – Quá trình hình thành và phát triển                                                               | Phan Huy Lê (tổng chủ biên)                                                        | NXB Chính trị Quốc gia Sự thật               |
| 2020 (lần 3) | Lịch sử (Historiai)                                                                                                | - Tác giả: Herodotus, - Người dịch: PGS-TS Lê Đình Chi                             | NXB Thế giới                                 |
| 2020 (lần 3) | Hình ảnh lâm sàng, chẩn đoán và điều trị trong chuyên ngành da liễu                                                | PGS-TS Nguyễn Văn Thường (chủ biên)                                                | NXB Y học                                    |
| 2020 (lần 3) | Đoàn binh Tây Tiến (Đoàn võ trang tuyên truyền Biên khu Lào – Việt)                                                | Quang Dũng                                                                         | NXB Kim Đồng                                 |
| 2021 (lần 4) | Súng, vi trùng và thép: Định mệnh của các xã hội loài người                                                        | - Tác giả: Jared Diamond; - Người dịch: Trần Tiễn Cao Đăng                         |                                              |
| 2021 (lần 4) | Chang hoang dã – Gấu                                                                                               | - Lời: Trang Nguyễn - Tranh: Jeet Zdung                                            | Nhà xuất bản Kim Đồng                        |
| 2022 (lần 5) | Hoàng Việt nhất thống dư địa chí                                                                                   | - Tác giả: Lê Quang Định - Người dịch: Phan Đăng                                   |                                              |
| 2023 (lần 6) | Cơ sở khoa học để xác định ranh giới ngoài thềm lục địa Việt Nam theo Công ước của Liên Hợp Quốc 1982 về Luật Biển | Bùi Công Quế (Chủ biên), Phùng Văn Phách, Đỗ Huy Cường, Trần Tuấn Dũng, Lê Đức Anh | Nhà xuất bản Khoa học tự nhiên và Công nghệ  |
| 2023 (lần 6) | Chào tiếng Việt | Nguyễn Thụy Anh                                                                    | Nhà xuất bản Giáo dục Việt Nam               |